# آپیکسابان
آپیکسابان (به انگلیسی: Apixaban) که با نام تجاری Eliquis فروخته می‌شود، یک داروی ضد انعقاد است که برای درمان و جلوگیری از لخته شدن خون و جلوگیری از سکته مغزی در افراد مبتلا به فیبریلاسیون دهلیزی غیر دریچه‌ای از طریق مهار مستقیم فاکتور Xa استفاده می‌شود. به‌طور خاص برای جلوگیری از لخته شدن خون پس از تعویض مفصل ران یا زانو و در کسانی که سابقه لخته‌های قبلی دارند استفاده می‌شود. این دارو به عنوان جایگزینی برای وارفارین استفاده می‌شود و نیازی به نظارت با آزمایش خون یا محدودیت‌های غذایی ندارد. آپیکسابان به صورت خوراکی مصرف می‌شود.
عوارض جانبی شایع شامل خونریزی و حالت تهوع است.سایر عوارض جانبی ممکن است شامل خونریزی در اطراف ستون فقرات و واکنش‌های آلرژیک باشد. مصرف این دارو در دوران بارداری یا شیردهی توصیه نمی‌شود. به نظر می‌رسد استفاده در افرادی که مشکلات کلیوی خفیف دارند نسبتاً بی خطر باشد. در مقایسه با وارفارین تداخلات کمتری با سایر داروها دارد. آپیکسابان یک مهارکننده مستقیم فاکتور Xa است.
در سال ۲۰۰۷، فایزر و بریستول-مایرز اسکوئیب توسعه آپیکسابان را به عنوان یک ضد انعقاد آغاز کردند. آپیکسابان برای استفاده پزشکی در اتحادیه اروپا در ماه مه ۲۰۱۱ و در ایالات متحده در دسامبر ۲۰۱۲ تأیید شد. این دارو در فهرست داروهای ضروری سازمان جهانی بهداشت قرار دارد. در سال ۲۰۱۹، این دارو پنجاه و دومین داروی رایج در ایالات متحده با بیش از ۱۴ میلیون نسخه تجویز بود. اگرچه محصولات ژنریک آپیکسابان از سال ۲۰۱۷ توسط سازمان غذا و دارو (آمریکا) تأیید شد، اما به دلیل شکایت‌های نقض حق اختراع، محصولات ژنریک این دارو به احتمال زیاد حداقل تا سال ۲۰۲۶ برای فروش تجاری در دسترس نخواهند بود.